# Zanthoxylum le-ratii
Zanthoxylum le-ratii är en vinruteväxtart som beskrevs av André Guillaumin. Zanthoxylum le-ratii ingår i släktet Zanthoxylum och familjen vinruteväxter. Inga underarter finns listade i Catalogue of Life.